# Новоєрмекеєво
Новоєрмеке́єво (рос. Новоермекеево, башк. Яңы Йәрмәкәй) — присілок у складі Єрмекеєвського району Башкортостану, Росія. Входить до складу Спартацької сільської ради.
Населення — 85 осіб (2010; 103 в 2002).
Національний склад:
- башкири — 92 %